# لوريتو موليون
لوريتو موليون (بالإسبانية: Loreto Mauleón) هي ممثلة إسبانية، ولدت في 14 أغسطس 1988 في بورجوس في إسبانيا.

## روابط خارجية
- Loreto Mauleón على موقع IMDb (الإنجليزية)
- Loreto Mauleón على موقع روتن توميتوز (الإنجليزية)
- Loreto Mauleón على موقع ألو سيني (الفرنسية)
- Loreto Mauleón على موقع قاعدة بيانات الفيلم (الإنجليزية)
- Loreto Mauleón على موقع كينوبويسك (الروسية)